# Sorcerer of Claymorgue Castle
Sorcerer of Claymorgue Castle un jeu vidéo d’aventure développé par  Scott Adams et publié par Adventure International en 1984 sur Apple II et Atari 8-bit avant d’être porté, entre autres, sur Acorn Electron, BBC Micro, Commodore 16, Commodore 64, Dragon 32, TRS-80 et ZX Spectrum,,. Il s’agit du treizième jeu d’aventure développé par Scott Adams. Le jeu se déroule dans un univers médiéval-fantastique. Longtemps avant les évènements décrits dans le jeu, un sorcier démoniaque s’est emparé de treize étoiles magiques, appartenant au magicien Solon, afin de tirer parti de leur puissance. Il se révèle cependant incapable de les utiliser et il choisit finalement de les cacher dans le château de Claymore afin d’empêcher son rival de les récupérer. Le joueur incarne Beanwick, le jeune apprenti du magicien Solon, et a pour objectif de pénétrer dans le château afin de récupérer les treize étoiles. Il est pour cela armé de quelques sortilèges et peu en apprendre de nouveaux au cours de l’aventure,.